# Bairische Sprachwurzel
Die Bairische Sprachwurzel ist eine Auszeichnung, die vom Verein Bund Bairische Sprache vergeben wird.

## Zweck
Der Preis wird jedes Jahr an Persönlichkeiten vergeben, die in der Öffentlichkeit konsequent bairischen Dialekt verwenden. Berücksichtigt wurden dabei anfänglich nur die Dialektgruppen Nordbairisch und Mittelbairisch, deshalb hieß der Preis zunächst Nordbairisch-Mittelbairische Sprachwurzel. Als 2009 der Kärntner Fernsehkommentator und Moderator Armin Assinger mit dem Preis ausgezeichnet wurde, obwohl das Kärntnerische zusammen mit dem Tirolerischen das Südbairische bildet, wurde der Name des Preises geändert. Verliehen wurde ihm der Preis für den bewussten Gebrauch des Kärntner Dialekts bei seinen Moderationen.
Der Sprachpreis soll ein Gegengewicht zum allgemeinen Trend schaffen. Die Mathematiker Steven Strogatz und Daniel Abrams haben hochgerechnet, dass alle 14 Tage eine von weltweit 6.500 Sprachen ausstirbt. Danach sollen allein in diesem Jahrhundert 90 % aller Sprachen verschwinden. Der Grund sei immer der gleiche: Wenn zwei Sprachen in Konkurrenz stehen, überlebt immer die Sprache, die ein höheres Ansehen in der Öffentlichkeit besitzt.
Die ausgezeichneten Prominenten sollen helfen, das Image des bairischen Dialekts anzuheben. Dies soll durch den von den Ausgezeichneten hervorgerufenen Multiplikatoreffekt befördert werden.

## Preisübergabe
In der Regel wird die Bairische Sprachwurzel bei einer Festveranstaltung mit bairischer Laudatio durch einen Sprachwissenschaftler in Straubing Mitte August während des Gäubodenvolksfestes im Straubinger „Theater am Hagen“ übergeben. Eine Ausnahme war 2006 die Übergabe an Papst Benedikt XVI. im Anschluss an eine Generalaudienz in Rom im Oktober. Da das Gäubodenvolksfest während der Corona-Pandemie in den Jahren 2020 und 2021 ausfiel, fand die Preisübergabe im August 2020 stattdessen im Museum der Bayerischen Geschichte in Regensburg statt und die Preisübergabe im Oktober 2021 in Gotzing im Landkreis Miesbach. Nachdem der Preis 2022 wieder in gewohnter Form während des Gäubodenvolksfestes in Straubing übergeben wurde, gab es 2023 wieder eine Ausnahme: Der Preis wurde bereits im April im Museum der Bayerischen Geschichte in Regensburg übergeben. 2024 wurde der Preis ebenfalls im Museum der Bayerischen Geschichte in Regensburg übergeben, diesmal im Juni.

## Preisträger
- 2024: Markus Wasmeier[3]
- 2023: Gerhard Polt[4]
- 2022: Ilse Aigner[5]
- 2021: Marcel Huber[6]
- 2020: Werner Schmidbauer[7]
- 2019: Richard Loibl[8]
- 2018: Berti Meisinger, Raumfahrtingenieurin, für ihre Radioberichterstattung über den Start von Alexander Gerst zum zweiten Raumflug zur ISS[9]
- 2017: Martina Schwarzmann[10]
- 2016: Rainer Maria Schießler[11]
- 2015: Michael, Stofferl und Karli Well (Wellbrüder aus’m Biermoos) sowie ihre Kinder Maria, Matthias und Maresa (NouWell Cousines)[12]
- 2014: Stefan Dettl[13]
- 2013: Marcus H. Rosenmüller
- 2012: Luise Kinseher[14]
- 2011: Georg Ringsgwandl
- 2010: Christian Stückl
- 2009: Armin Assinger
- 2008: Die Wellküren
- 2007: Hans-Jürgen Buchner
- 2006: Papst Benedikt XVI.
- 2005: Alfred Reisinger

## Belege
1. ↑  Bayerischer Dialektpreis für einen Österreicher. 10. August 2009, abgerufen am 9. März 2015.
2. 1 2  Sprachpreis „Bairische Sprachwurzel“
3. ↑  https://www.br.de/nachrichten/kultur/bairische-sprachwurzel-aus-regensburg-geht-an-wasmeier
4. ↑  Verleihung in Regensburg: Gerhard Polt mit „Bairischer Sprachwurzel“ geehrt. In: Idowa. 29. April 2023, abgerufen am 29. April 2023.
5. ↑  Bairische Sprachwurzel geht an Ilse Aigner. In: sueddeutsche.de. 15. August 2022, abgerufen am 12. November 2023.
6. ↑  Bairische Sprachwurzel geht an Ex-Minister Marcel Huber. In: Süddeutsche Zeitung. 1. Oktober 2021, abgerufen am 25. Oktober 2021.
7. ↑  Hans Kratzer: Bairische Sprachwurzel für Werner Schmidbauer. In: sueddeutsche.de. 21. August 2020, abgerufen am 28. Januar 2024.
8. ↑  „Bairische Sprachwurzel“ für Museumsdirektor Loibl
9. ↑  Bairisch im Weltall – Dialektpreis auf Straubinger Gäubodenvolksfest. In: Süddeutsche Zeitung. 12. August 2018, abgerufen am 12. August 2018.
10. ↑  „Bairische Sprachwurzel“ für Martina Schwarzmann – WELT. Abgerufen am 14. August 2017.
11. ↑  Sprachwurzel für Münchner Pfarrer Schießler – „Des is wia a Goldmedaille“. Bayerischer Rundfunk, 14. August 2016, abgerufen am 14. August 2016.
12. ↑  Auszeichnung für Well-Brüder und ihre Kinder (Memento vom 13. August 2015 im Internet Archive). In: br.de, 9. August 2015.
13. ↑  Hans Kratzer: Neues dialektales Selbstbewusstsein. In: Süddeutsche Zeitung. 10. August 2014, abgerufen am 10. August 2014.
14. ↑  Kabarettistin Kinseher mit „Bairischer Sprachwurzel“ ausgezeichnet. Online auf Die Welt vom 12. August 2012.